# Bentorita
La bentorita és un mineral de la classe dels sulfats, que pertany al grup de l'ettringita. És l'anàleg de crom (III) de l'ettringita. Va ser anomenada l'any 1977 per Shulamit Gross en honor del professor Yaakov K. Ben-Tor, petròleg i geòleg de l'Institut d'Oceanografia Scripps de la Universitat de Califòrnia i cap del departament de geologia de la Universitat Hebrea de Jerusalem, per les seves contribucions a la geologia i mineralogia d'Israel i l'Orient Mitjà.

## Característiques
La bentorita és un sulfat de fórmula química Ca₆(Cr3+,Al)₂(SO₄)₃(OH)₁₂·26H₂O. Cristal·litza en el sistema hexagonal. La seva duresa a l'escala de Mohs és 2.

## Classificació
Segons la classificació de Nickel-Strunz, la bentorita pertany a «07.D - Sulfats (selenats, etc.) amb anions addicionals, amb H₂O, amb cations de mida mitjana i grans; amb NO₃, CO₃, B(OH)₄, SiO₄ o IO₃» juntament amb els següents minerals: darapskita, humberstonita, ungemachita, clinoungemachita, charlesita, ettringita, jouravskita, sturmanita, thaumasita, carraraïta, buriatita, rapidcreekita, korkinoïta, tatarskita, nakauriïta, chessexita, carlosruizita, fuenzalidaïta i txeliabinskita.

## Formació i jaciments
S'ha descrit en dues localitats relativament properes: Nègueb (Israel) i Nabi Musa (Palestina). Es forma en marbres metamorfitzats de la Formació Hatrurim; on es troba formant masses de color lila o reomplint vetes. S'ha trobat associada a spurrita, cloromayenita, calcita i brownmil·lerita.